# VX Sagittarii
VX Sagittarii és una estrella supergegant vermella (potser fins i tot una hipergegant) situada a la constel·lació del Sagitari i visible amb telescopis d'afeccionat.

## Característiques
S'hi troba a una distància aproximada de 1,5 i 2,0 kiloparsecs del Sol segons diversos científics, cosa que juntament amb la seva posició en el cel indica que pertany possiblement a l'associació estel·lar Sagittarius OB1, la mateixa a la qual pertany per exemple la Nebulosa de la Llacuna, i la seva lluminositat d'acord amb diversos estudis ha estat estimada entre 200.000 i 300.000 vegades la del Sol, fet que la situa entre els estels més lluminosos coneguts.
VX Sagittarii té un diàmetre aparent de 8,82 mil·lisegons d'arc, que a una distància de 1,7 kiloparsecs es tradueix en un diàmetre real de gairebé 1.520 vegades el del Sol -comparable al de les majors supergegants vermelles com Mu Cephei, V354 Cephei, o KY Cygni-, i el seu espectre i temperatura varien entre M5.5 i M9.8, i 3.300 K i 2.400 K respectivament, fet que pot indicar també variacions en la seva grandària. Aquest comportament, així com la presència d'aigua en la seva atmosfera, és més semblant al d'estels de la branca asimptòtica de les gegant com Mira que a les d'estels supergegants vermells.
Aquest astre està envoltat per una nebulositat molt compacta i simètrica, amb una grandària real d'aproximadament 150 unitats astronòmiques assumint la mateixa distància abans esmentada, una vora interior situada a 100 unitats astronòmiques d'ella, i una espessor de 50 unitats astronòmiques.
Igual que amb altres estels supergegants vermells com els ja esmentades abans, la destinació última d'VX Sagittarii és possiblement acabar esclatant com a supernova.